# 陶马塔瓦卡坦吉汉加科阿瓦沃塔马特阿波凯韦努阿基塔纳塔胡
陶马塔瓦卡坦吉汉加科阿瓦沃塔马特阿波凯韦努阿基塔纳塔胡（或称），简称陶马塔（Taumata）是新西兰一座高305米的小山，坐落于豪克斯湾地区南部。这个地名是全世界的长地名之一（全长85个字母），亦是在英語國家中最長的地名。

## 名稱
這座山簡稱陶马塔，其目的只是為了方便溝通而已。由新西兰土地信息部维护的新西兰地理地名数据库紀錄的地名拼写方法為（57個字母）。這座山因其冗長的名稱而在新西蘭，以至全世界聞名。根據新西兰先驱报指出，陶马塔亦是世界上第二長的地名，僅次於曼谷（全长137個字母）。

### 其他版本
陶马塔山还有另一种拼写方法，全长92个字母。这种被称为“正规”的拼写方法仅在最近才出现，当地毛利人已经把写着地名的路标树立在了山脚下，并且宣称是世界最长的地名。但有威尔士人认为，这个地名纯粹是要把威尔士的长地名兰韦尔普尔古因吉尔戈格里惠尔恩德罗布尔兰蒂西利奥戈戈戈赫（Llanfairpwllgwyngyllgogerychwyrndrobwllllantysiliogogogoch，58個字母）比下去而已。
另外，陶马塔山還有一個比上述兩個名稱還要長的拼写方法，全长105个字母。
《吉尼斯世界纪录》收录了92个字母版本的地名作为英语国家中最长的地名。虽然陶马塔山实际上是毛利语，但仍被當作一個英语地名。

### 名稱來源

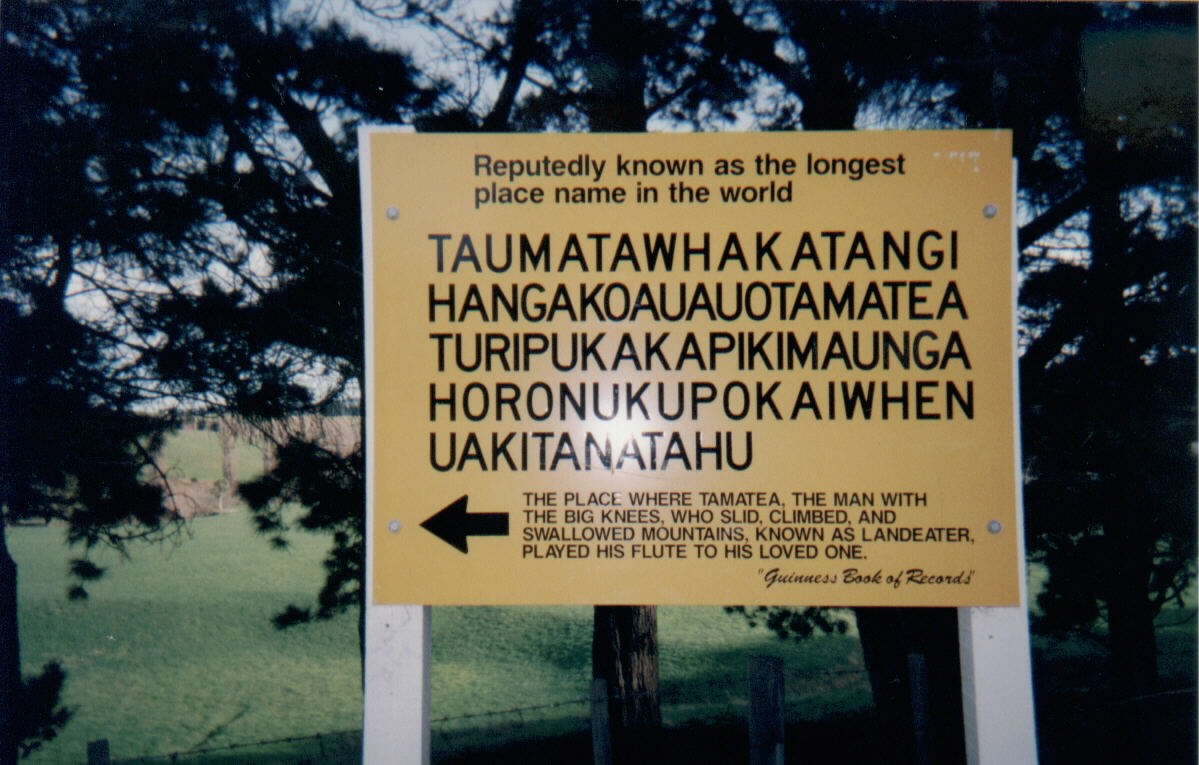
陶马塔山的新標誌

这个名字来源于当地的毛利神话传说的族长，也是一位勇敢的猎人和探险者的塔马特阿。陶马塔山全名的意思為“大膝盖的塔马特阿，山的征服者，土地的吞食者，海洋和大地旅行者，在山顶对他心爱的人吹响骨笛的山丘”。
毛利神话传说指出塔马特阿和他的弟弟在探险期間遇到了另一个部落，并且发生了冲突。雖然塔马特阿最後取得了胜利，但他的弟弟却在战斗中丧生了。塔马特阿对他弟弟的死亡感到相当沮丧。因此，他在战斗结束后，仍然迟迟不愿离去，並且每天清晨在附近的一座小山丘，即陶马塔山上用风笛吹起哀乐，以纪念他的弟弟（也就是“心爱的人”）。土著們為了紀念這件事，便將傳說中塔马特阿吹笛的山丘的名稱改為形容塔马特阿為死去的弟弟奏哀乐的句子。因此，陶马塔山才擁有這麼一個冗長的地名。
塔马特阿-波凯-韦努阿（Tamatea-pōkai-whenua）是卡康吉努的父親。而卡康吉努则是一位现今依然存在的毛利部族恩基沙卡康吉努族的祖先兼创始人。这个部落依然保留了当年塔马特阿用笛子演奏的音乐。塔马特阿的探險傳說不只局限於恩基沙卡康吉努族的傳說中。居住於北地的原住民也流傳著塔马特阿的探險傳說，並指出赫基昂加和凯帕拉均為塔马特阿所探索。
在丰盛湾一帶的土著傳說中，塔马特阿離開了兒子卡康吉努，並且開始探險。而新西兰北岛东岸一帶的土著傳說則指出塔马特阿探索了圖蘭加紐（今吉斯伯恩）、马希亚、怀罗瓦、亞曉里里（今內皮爾）、希利达昂加（今黑斯廷斯附近）以及波朗阿豪。他在旅途中渡過孟加科比科比科河、越過蒂蒂-奥-库拉 、經過波霍库拉才到達陶波湖。塔马特阿亦在內皮爾附近命名了一個地方。
而早期的南島土著傳說則指出塔马特阿是由北島東岸航行至南島東岸。他航行時使用的独木舟於南島南部撞壞了，並且變成了塔卡特苗山脉。之後，塔马特阿回到北島，並且在旺格努伊河上探險。

## 流行文化
陶马塔山的名字曾出現於激浪顺口溜中。肯尼·埃弗里特亦修改了名称的部份，並將之當作《肯尼·埃弗里特電視節目》的「引言」 。該段引言是由一個卡通化的毛利人說出。新西兰的一位音乐家彼得·开普（Peter Cape），就曾经在他歌曲裡使用85个字母版本的名字作为歌词的一部分。
捷克樂隊马可！马可（Mako!Mako）曾僅僅以陶马塔山的全名作整首歌曲的歌詞。网球明星纳芙拉蒂诺娃亦指出她在十歲時學會了如何說陶马塔山的全名。
1976年，英國樂隊量子跃迁（Quantum Jump）的單曲《独行侠》（The Lone Ranger）就直接把陶马塔山的全名作為部份歌詞。其歌词如下：
Taumata-whaka-tangi
hanga-ku-ay-uwu
tamate-aturi-tekaku-piki-maunga
horonuku-apokai-awhaka-whenu-tahu
mataku-atananu-akaba-miki-tora

## 参見
- 毛利语
- 兰韦尔普尔古因吉尔戈格惠尔恩德罗布尔兰蒂西利奥戈戈戈赫
- 世界之最
- 豪克斯湾
- 最长的英文单词
- 最長地名列表